# Leica M5

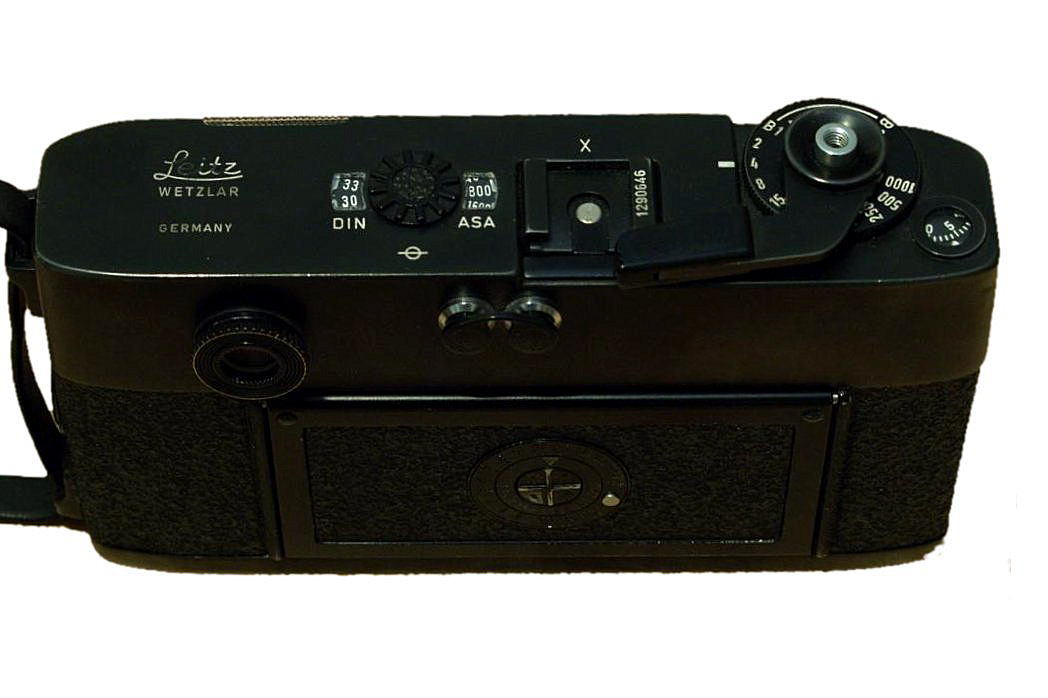
Leica M5, вид сзади

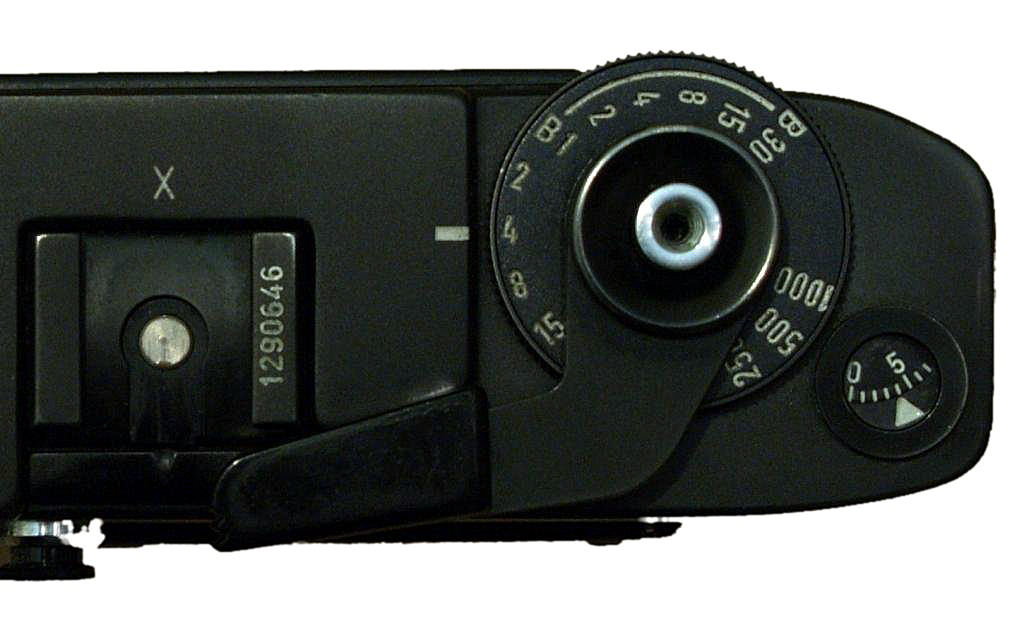
Курок взвода затвора и головка выдержек

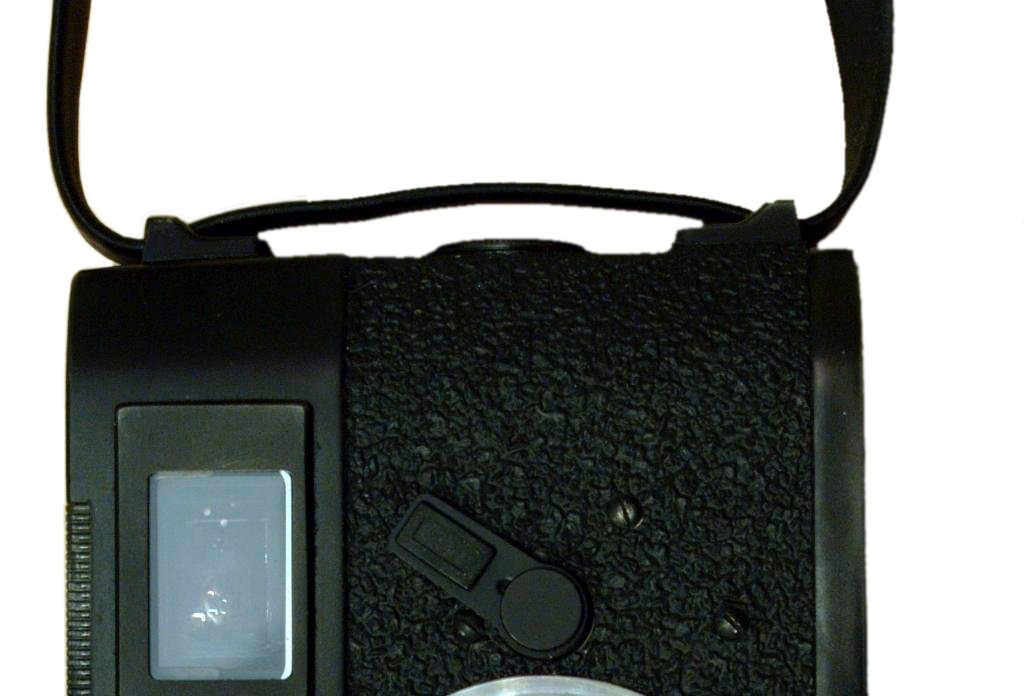
Крепление ремня для переноски камеры

Leica M5 — малоформатный дальномерный фотоаппарат с полуавтоматической установкой экспозиции немецкой компании Leica Camera, выпускавшийся с 1971 по 1975 год.
Пятая модель из семейства Leica M. Первая модель с полуавтоматической установкой экспозиции, последняя модель с механическим автоспуском.
Внешний вид значительно отличается от всех предшествующих и последующих аппаратов, размеры и масса пятой «Лейки» несколько увеличились.
Всего выпущено 33.900 экземпляра. Leica M5 пользовалась сниженным спросом на рынке, в 1975 году производство свёрнуто, возобновлён выпуск четвёртой модели.

## Технические характеристики
- Тип применяемого фотоматериала — плёнка типа 135.
- Размер кадра 24×36 мм.
- Корпус металлический, со съёмной нижней крышкой и открывающейся панелью на задней стенке.
  - На нижней крышке размещено штативное гнездо 1/4 дюйма и головка обратной перемотки плёнки типа рулетка.
  - Петли для ремня находятся на корпусе слева.
- Курковый взвод затвора и перемотки плёнки. Курок имеет два положения — рабочее и транспортное.
- Автоматический самосбрасывающийся счётчик кадров.
- Крепление объектива — байонет Leica M.
  - Аппарат может комплектоваться по желанию покупателя объективами различных моделей, возможна продажа без объектива (body).
- Видоискатель совмещён с дальномером, база дальномера 65 мм.
- В поле зрения видоискателя видны переключаемые кадроограничительные рамки для сменных объективов. Рамки для объективов с различными фокусными расстояниями сменяются или автоматически или вручную, на передней панели камеры имеется переключатель. Автоматическое переключение рамок определяется конструкцией байонета Leica M. Адаптеры для сменных объективов, в свою очередь, выпускается для оптики М39 с различным фокусным расстоянием.[2]
  - Увеличение окуляра видоискателя 0,72×. В поле зрения видоискателя видны кадроограничительные рамки (с компенсацией параллакса) для объективов со следующим фокусным расстоянием: 50, 90, 35 и 135 мм.
  - В устройстве подсветки кадроограничительных рамок применена линза Френеля.
- Фотографический затвор — механический фокальный с матерчатыми шторками, с горизонтальным движением шторок, «невращающаяся» головка выдержек находится на оси курка взвода затвора. Предусмотрена возможность мультиэкспозиции.
- Выдержки затвора от 1/2 до 1/1000 с. «Выдержка от руки» как таковая отсутствует. Имеется «сектор В» с выдержками от 1 до 30 секунд. Работа экспонометрического устройства с этими значениями не предусмотрена.
- Выдержка синхронизации — 1/50 с, кабельный («Х» и «М») и центральный синхроконтакт «Х».
- Обойма для крепления фотовспышки и сменных видоискателей.
- Механический автоспуск.

### Полуавтоматическая установка экспозиции
Фотоаппарат Leica M5 имеет полуавтоматическую установку экспозиции с помощью TTL-экспонометрического устройства. 

CdS-фоторезистор размещён на качающемся кронштейне перед шторками затвора. Перед началом движения шторок кронштейн убирается за пределы кадрового окна. 

Источник питания экспонометрического устройства — один ртутно-цинковый элемент типа PX625. 

На верхней панели размещена головка ввода светочувствительности фотоплёнки. Значения светочувствительности 6-3200 ISO. 

При установленном значении выдержки и светочувствительности плёнки прижатием кнопки спуска осуществляется включение экспонометрического устройства. 

В поле зрения видоискателя видны два подсвеченных стрелочных индикатора. Нижний стрелочный индикатор показывает значение установленной выдержки. Правильная экспозиция подбирается вращением кольца установки диафрагмы до перекрещивания стрелок.
- Определение экспозиции возможно только при взведённом затворе.